# Jakub Ćwiek
Jakub Ćwiek (ur. 24 czerwca 1982 w Opolu) – polski pisarz, komik stand-upowy, dziennikarz. Autor ponad trzydziestu książek, w tym bestsellerowych cyklów fantastycznych Kłamca i Chłopcy, horroru Ciemność płonie i kryminałów noir Grimm City. Od kilku lat twórca literatury crime - Szwindel, Święty z Centralnego, seria Drelich. Ćwiek współpracuje także z Wojciechem Chmielarzem, czego ostatnim owocem był audioserial Skowyt dla serwisu Audioteka, a także kryminalne słuchowisko Niech to usłyszą dla Radia Zet. Prywatnie ojciec dwójki dzieci i wielki miłośnik popkultury, z zapałem podróżujący jej śladami, stały bywalec San Diego Comic-Con. W 2023 roku założył wydawnictwo Pulp Books.

## Życiorys
Urodził się w Opolu, wychowywał w Głuchołazach. Studiował kulturoznawstwo na Uniwersytecie Śląskim w Katowicach. W latach 2002–2010 członek Śląskiego Klubu Fantastyki. Debiutował literacko w 2005.

## Twórczość
Choć zdecydowaną większość twórczości Ćwieka stanowi literatura fantastyczna, nie stroni on od innych gatunków, publikując również książki podróżnicze, obyczajowe, kryminalne i reportażowe. Charakterystyczną cechą twórczości Jakuba Ćwieka są liczne nawiązania do popkultury: książek, filmów, seriali, utworów muzycznych czy rozmaitych mitologii. Laureat Nagrody im. Janusza A. Zajdla za opowiadanie Bajka o trybach i powrotach (2011).
24 grudnia 2015 roku miała miejsce premiera „Bangarang Magazine”, miesięcznika wydawanego przez Jakuba Ćwieka, zawierającego premierowe opowiadania oraz warsztaty pisarskie.
Był współscenarzystą radiowego serialu kryminalnego Radia Zet Niech to usłyszą (2022). 

### Kłamca
Debiutował w 2005 roku zbiorem opowiadań Kłamca, opowiadanie Cicha noc z tego zbioru zostało nominowane do Nagrody im. Janusza A. Zajdla. Opowiadanie Samobójca zostało wystawione przez grupę teatralną Słudzy Metatrona, Jakub Ćwiek wcielił się w postać Lokiego.
Cykl o Kłamcy charakteryzuje się przeplataniem motywów z  religii chrześcijańskiej, różnych mitologii, w tym z „mitologii współczesnej” – popkultury. Głównym bohaterem jest schrystianizowany nordycki bóg kłamstwa – Loki.
W 2006 roku ukazała się kontynuacja – Kłamca 2: Bóg marnotrawny, która przyniosła mu drugą nominację do Zajdla, tym razem za opowiadanie Bóg marnotrawny. Książka była promowana utworem Loki nagranym przez zespół Anima Liberti.
Trzecia część cyklu, Kłamca 3: Ochłap sztandaru ukazała się w 2008 roku w formie powieści. Wszystkie trzy tomy wydawała Fabryka Słów. W 2010 roku wydawnictwo wznowiło te pozycje, wtedy ukazał się także audiobook Kłamcy czytany przez Krzysztofa Banaszyka (Audioteka.pl).
18 kwietnia 2012 roku ukazało się, także nakładem Fabryki Słów, zwieńczenie cyklu, Kłamca 4. Kill'em all. Ćwiek oświadczył, że to ostatni tom cyklu, ale nie wyklucza projektów powiązanych z marką Kłamcy.

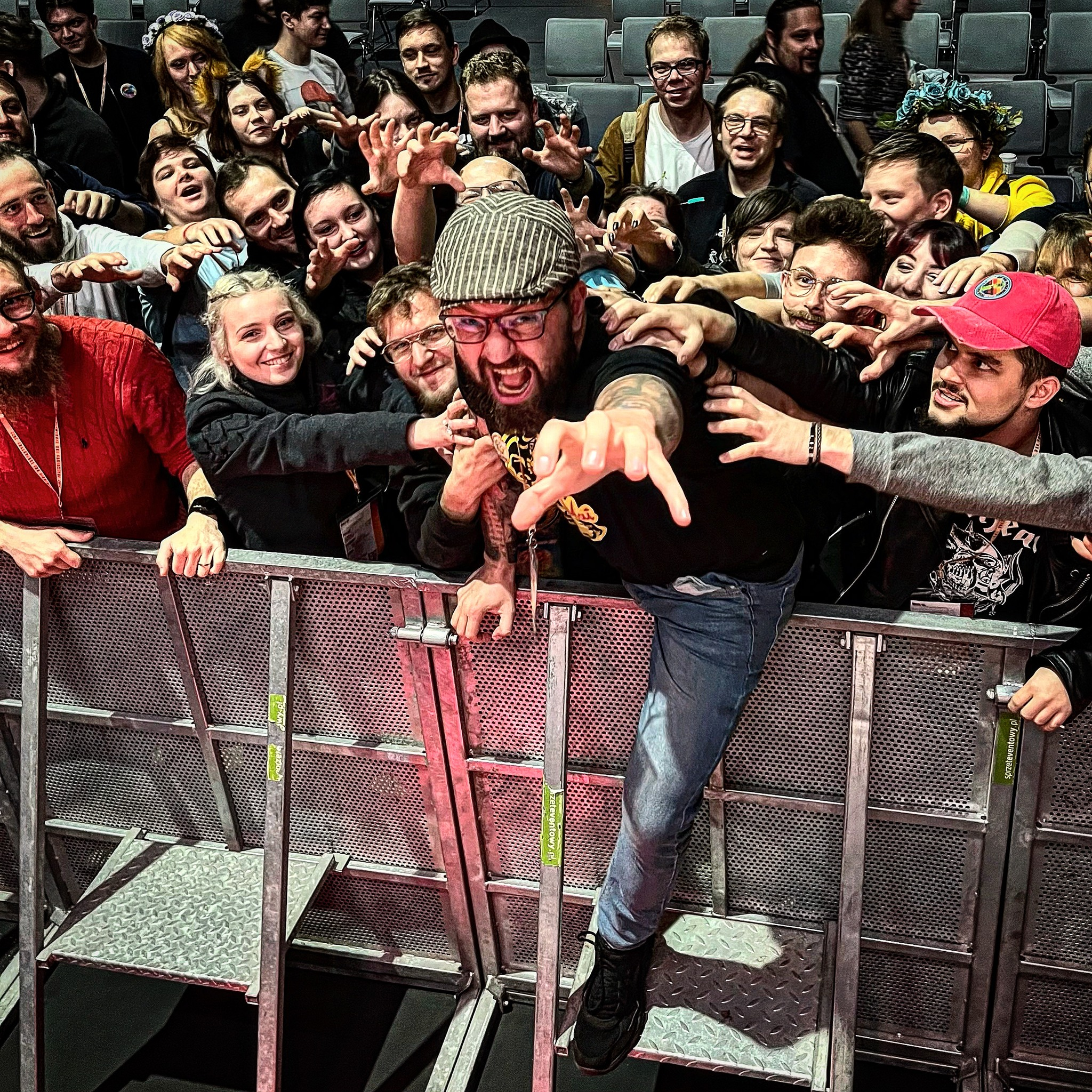
Jakub Ćwiek w otoczeniu fanów (2024)

W czasie 23 Międzynarodowego Festiwalu Gier i Komiksu w Łodzi (5–7 października) odbyła się premiera komiksu Kłamca. Viva l'arte, którego scenarzystą jest Jakub Ćwiek, natomiast stroną graficzną projektu zajęli się Dawid Pochopień i Grzegorz Nita.
12 maja 2014 roku ukazał się zbiór opowiadań Kłamca 2,5. Machinomachia połączony z grą karcianą autorstwa grupy kreatywnej Lans Macabre. Grę zilustrował Robert Sienicki, a książkę – Iwo Strzelecki.
6 maja 2015 roku ukazał się jubileuszowy tom Kłamca. Papież sztuk, zawierający także obszerne posłowie zawierające historię serii i anegdotki z procesu twórczego. Obok fragmentów prozatorskich w skład książki wchodziły gra paragrafowa, ilustracje oraz komiks, tworzące wspólną fabułę. Do przygotowania Papieża sztuk Ćwiek zaprosił troje ilustratorów: Magdalenę Babińską, Martę Stefaniak oraz Iwo Strzeleckiego.

### Pozostałe książki i cykle fantastyczne
Pierwszą niezwiązaną z opowieściami o Lokim historią autorstwa Jakuba Ćwieka była wydana w 2007 roku przez Fabrykę Słów powieść z pogranicza kryminału i horroru Liżąc ostrze. Na motywach Liżąc ostrze powstał film krótkometrażowy Hi 2, 3-6 zrealizowany przez Stowarzyszenie Kultura Fabric QFA pod honorowym patronatem prof. Janusza Gajosa.
W 2008 roku, także nakładem lubelskiego wydawnictwa ukazał się horror Ciemność płonie, którego akcję Jakub Ćwiek umieścił na katowickim dworcu, wiernie odwzorowując jego infrastrukturę i klimat.
Rok 2009 przyniósł czytelnikom Ćwieka dwie pozycje – pierwszą z nich był zbiór opowiadań Gotuj z papieżem (Fabryka Słów), który wzbudził wśród czytelników kontrowersje – choć wydźwięk tekstu nie był antypapieski.

Drugim wydanym w 2009 roku tekstem była Ofensywa szulerów (Agencja Wydawnicza Runa) osadzona w czasach drugiej wojny światowej. Na stronie książki autor pisze o tej powieści następująco: (...) wyobraźcie sobie wielką mapę historii na której pełno jest białych, jakby wygumowanych miejsc. Kilka z nich pokolorowałem, w jednym narysowałem kwiatek, w innym serduszko. Może trudno teraz z tą mapą pojechać na kongres historyków, ale szczerze... Czy nie wygląda ładniej?

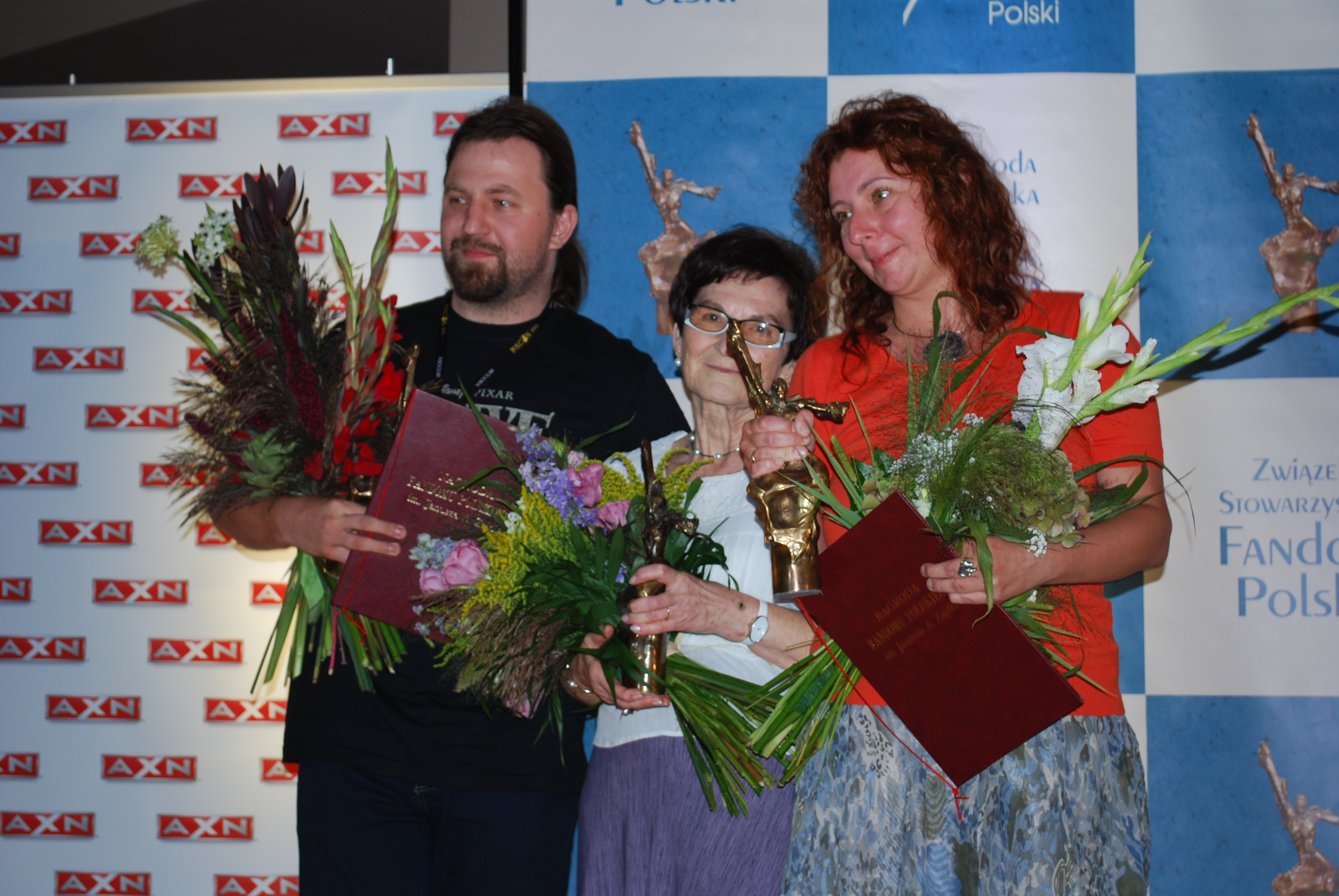
Jakub Ćwiek razem z Jadwigą Zajdel i Mają Lidią Kossakowską

W 2010 został wydany Krzyż Południa. Rozdroża (Agencja Wydawnicza Runa). Powieść łączy w sobie wątki wojny secesyjnej, voodoo oraz elementy steampunku. W posłowiu pojawia się zapowiedź kontynuacji.
Podczas 16. Targów Książki w Krakowie (25–28 października) nastąpiła premiera kolejnej książki Ćwieka zatytułowanej Chłopcy, za którą odpowiadało wydawnictwo Sine Qua Non. Chłopcy oraz Kłamca. Viva l'arte były to tytuły promowane w czasie pierwszej edycji Rock&Read Festival.
20 grudnia 2013 ukazała się dwujęzyczna książeczka Jakuba Ćwieka, zilustrowana przez Magdalenę Babińską, zatytułowana Świetlik w ciemności / Firefly in the Darkness.

### Kryminały
W 2018 wspólnie z emerytowanym policjantem Adamem Bigajem Ćwiek wydał książkę z pogranicza kryminału i reportażu „Bezpański. Ballada o byłym gliniarzu” (Wydawnictwo Marginesy) opisującą przeszło trzydzieści pięć lat służby Bigaja w wydziale kryminalnym najpierw Milicji a następnie Policji.
W maju 2019 roku ukazała się powieść „Szwindel” (Wydawnictwo Marginesy) będąca kryminałem o grupie oszustów działających we współczesnej Polsce.

## Nagrody

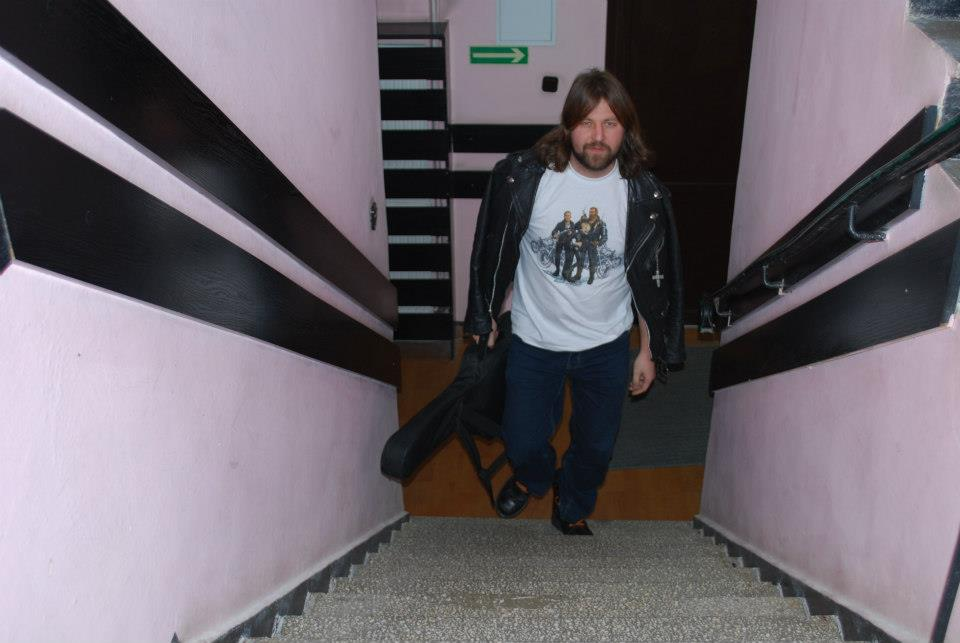
Jakub Ćwiek przed spotkaniem w Lubinie, Rock&Read Festival 2012

Za opowiadanie Bajka o trybach i powrotach otrzymał Nagrodę im. Janusza A. Zajdla w kategorii opowiadanie za rok 2011. Wręczenie statuetki miało miejsce na Polconie we Wrocławiu.
Do Nagrody im. Janusza A. Zajdla był nominowany dziesięciokrotnie:
- w 2015[12] za powieść Chłopcy 3. Zguba
- w 2012[13] za powieść: Kłamca 4: Kill'em all oraz opowiadania: Będziesz to prać!, Co było, a nie jest... i Kukuryku!
- w 2011 opowiadanie: Bajka o trybach i powrotach (otrzymało nagrodę)[14]
- w 2010 za powieść: Krzyż Południa. Rozdroża oraz opowiadanie: Małpki z liści
- w 2006 za opowiadanie: Bóg marnotrawny
- w 2005 za opowiadanie: Cicha noc

Otrzymał nominację w kategorii Twórca Roku do Śląkfy za rok 2012.

## Działalność fanowska

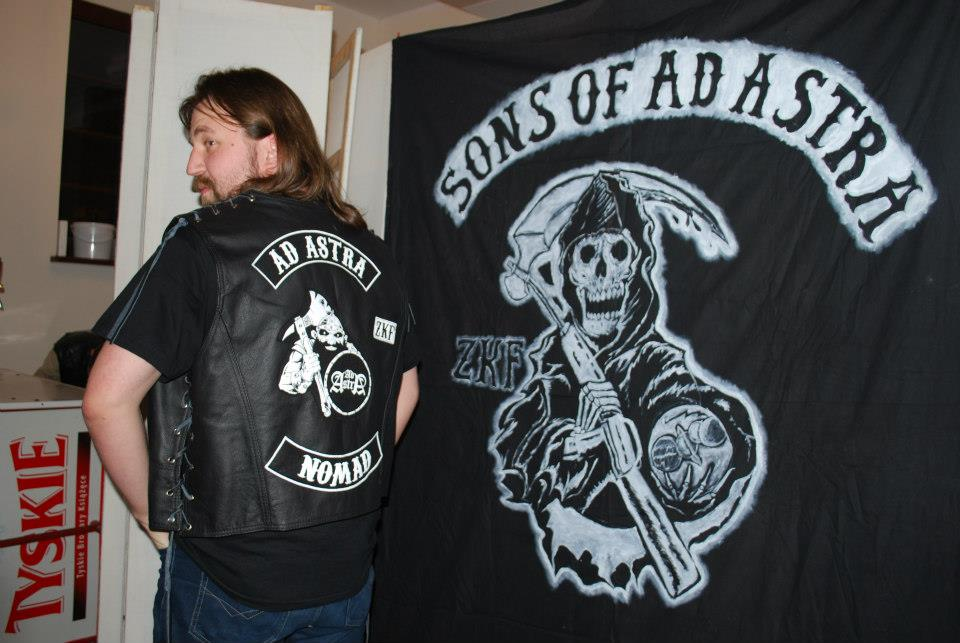
Jakub Ćwiek jako honorowy członek ZKF Ad Astra

Jakub Ćwiek przez lata mocno angażował się w działania Fandomu, do 2018 roku stały bywalec polskich konwentów. Dawniej członek, wiceprezes oraz opiekun sekcji teatralnej Słudzy Metatrona (wspomnianej w zbiorze Kłamca 2: Bóg marnotrawny) Śląskiego Klubu Fantastyki. Adaptowane i reżyserowane przez Jakuba Ćwieka przedstawienia grupy wystawiane były w całym kraju. Utwory, na których opierali się Słudzy Metatrona, to m.in.:
- Arlekin i walentynki, Kaliope Neila Gaimana (z tomu Sandman)
- Rybki małe ze wszystkich mórz Terry’ego Pratchetta
- Córeczka tatusia Franka Millera (z tomu Girlsy, gorzała i giwery)
- Dokąd jedzie ten tramwaj, Towarzysz podróży Janusza A. Zajdla
- Zrodzony z męża i niewiasty Richarda Mathesona
- Nie mam ust a muszę krzyczeć Harlana Ellisona

4 listopada 2012 roku został honorowym członkiem Zielonogórskiego Klubu Fantastyki Ad Astra.

## Stand-up
Jako komik stand-upowy zadebiutował w Krakowie w pierwszej połowie 2017 roku, gdy wraz z  Michałem Pałubskim i Maciejem Linke stworzyli grupę standupową Brothells, przemianowaną później na Michał Pałubski i Brothells. Wspólnie zaprezentowali dwa programy „Pyskate dziewice” i „Trzy soczyste Ha”. Od października 2019 Ćwiek i Linke tworzą duet komediowy Zbiry standupu z którym prezentują program „Dwururka”.

## Życie prywatne
Wychowywał się w Głuchołazach, gdzie jego ojciec Jan był dyrektorem domu kultury.
Jest ojcem dwójki dzieci – Zuzi i Samuela.
W czerwcu 2010 roku wraz z Marcinem Juchniewiczem wystartował w konkursie zorganizowanym przez firmę Sobieski, w którym nagrodą główną było spotkanie z Bruce’em Willisem. Konkurs zwyciężyli, dzięki czemu spełnili jedno ze swoich największych marzeń. W ramach konkursu zrealizowali film Drink hard 0,7.

## Publikacje

### CyklKłamca
- Kłamca (2005)[22]
- Kłamca 2. Bóg marnotrawny. (2006)[23]
- Kłamca 3. Ochłap sztandaru (2008)[24]
- Kłamca 4. Kill'em all (2012)[25]
- Kłamca 2,5. Machinomachia (2014)[26]
- Kłamca 2,8. Papież sztuk (2019)[27]

### CyklChłopcy
- Chłopcy (2012)[28]
- Chłopcy 2: Bangarang (2013)[29]
- Chłopcy 3: Zguba (2014)[30]
- Chłopcy 4: Największa z przygód (2015)[31]

### CyklDreszcz
- Dreszcz (2013)[32]
- Dreszcz 2. Facet w czerni (2014)[33]
- Dreszcz 3. Permanentne wakacje (2023)

### CyklGrimm City
- Grimm City. Wilk! (2016)[34]ISBN 978-83-7574-994-6
- Grimm City. Bestie (2017)[35]

### CyklStróże
- Stróże (2018)[36]
- Stróże 2. Brudnopis boga (2019)[37]

### CyklDrelich
- Drelich. Prosto w splot (2021)
- Drelich. Nim braknie tchu (2023)

### Inne powieści
- Liżąc ostrze (2007)[38]; kryminał grozy
- Ciemność płonie (2008)[39]
- Gotuj z papieżem (2009)[40]
- Ofensywa szulerów (2009)[41]
- Krzyż Południa. Rozdroża (2010)[42]
- Świetlik w ciemności (2013)[43]
- Przez Stany POPświadomości (2016, współautor, książka podróżnicza)[44]
- Drobinki nieśmiertelności (2017, zbiór opowiadań)[45]
- Pamięć wody (2017) e-book[46]
- Zawisza Czarny (2017)[47]
- Mój dziadek zamienia się w słonia (2017)[48]
- Bezpański. Ballada o byłym gliniarzu (2018; współautor – Adam Bigaj)[49]
- Szwindel (2019)[50]; kryminał
- Topiel (2020)[51]; thriller

### Audiobooki
- Kłamca – czyta Krzysztof Banaszyk (2010)
- Kłamca 2. Bóg marnotrawny – czyta Andrzej Hausner (2014)
- Kłamca 3. Ochłap sztandaru – czyta Andrzej Hausner (2014)
- Kłamca 4. Kill'em all – czyta Andrzej Hausner (2014)
- Chłopcy – czyta Jacek Rozenek (2014)
- Chłopcy 2: Bangarang – czyta Jacek Rozenek
- Chłopcy 3: Zguba – czyta Jacek Rozenek
- Szepczący w eterze – czytają Andrzej Mastalerz i Rafał Maćkowiak (2016)
- Zawisza Czarny – czyta Grzegorz Pawlak (2017)
- Jednooki król – czyta Marcin Perchuć (2017)
- Bezpański. Ballada o byłym gliniarzu – czyta Bronisław Cieślak (2018)

### Komiksy
- Kłamca. Viva l'arte (2012) scenariusz Jakub Ćwiek, rysunki Dawid Pochopień, kolory Grzegorz Nita[52]

### Opowiadania
- Heroldowie Joe Blacka (Esensja 6/2005)
- Anioł Stróż (zbiór opowiadań Kłamca, Fabryka Słów 2005)
- Młot, wąż i skała (zbiór opowiadań Kłamca, Fabryka Słów 2005)
- Samobójca (zbiór opowiadań Kłamca, Fabryka Słów 2005)
- Krew Baranka (zbiór opowiadań Kłamca, Fabryka Słów 2005)
- Cleaner (zbiór opowiadań Kłamca, Fabryka Słów 2005)
- Przepowiednia (zbiór opowiadań Kłamca, Fabryka Słów 2005)
- Galeria (zbiór opowiadań Kłamca, Fabryka Słów 2005)
- Cicha noc (zbiór opowiadań Kłamca, Fabryka Słów 2005)
- Egzorcysta (zbiór opowiadań Kłamca, Fabryka Słów 2005)
- Głupiec na wzgórzu (zbiór opowiadań Kłamca, Fabryka Słów 2005)
- Szarość (Esensja 9/2005)
- Okazja (Carpe Noctem, 2 III 2006)
- Święty dzień w świętym mieście (oficjalna strona autora, 14 IV 2006)
- Kot (oficjalna strona Autora, 14 IV 2006)
- Precedens Hioba, oficjalna strona Autora, 5 V 2006
- Grzechu warte, oficjalna strona Autora, 20 V 2006
- Anamaria, oficjalna strona Autora, 14 VIII 2006
- Korona stworzenia (zbiór opowiadań Kłamca 2. Bóg marnotrawny, Fabryka Słów 2006)
- Odległość Anioła (zbiór opowiadań Kłamca 2. Bóg marnotrawny, Fabryka Słów 2006)
- Idźcie, jesteście posłani (zbiór opowiadań Kłamca 2. Bóg marnotrawny, Fabryka Słów 2006)
- Słudzy Metatrona (zbiór opowiadań Kłamca 2. Bóg marnotrawny, Fabryka Słów 2006)
- Bóg marnotrawny (zbiór opowiadań Kłamca 2. Bóg marnotrawny, Fabryka Słów 2006)
- Miejsce, które jest (Nowa Fantastyka 5/2007)
- Posłany (oficjalna strona autora, 24 IV 2007)
- Troll i cmentarzysko niedźwiedzi (opowiadanie dołączane do gry „Loki”, 7 IX 2007)
- Newegwasu'u (antologia A.D.XIII, t. 2, Fabryka Słów, listopad 2007)
- Krew na ich rękach (antologia Księga Strachu, Agencja Wydawnicza Runa, listopad 2007)
- Green Dale 4.0 (miniantologia Bestiarium Fabryki Słów, dołączana do niektórych egzemplarzy polskiego wydania gry „Beowulf”, grudzień 2007)
- Dom na Wzgórzu (antologia Epidemie i zarazy, Fabryka Słów, lipiec 2008)
- Gotuj z papieżem (zbiór opowiadań Gotuj z papieżem, Fabryka Słów, czerwiec 2009)
- Pokój pełen cienia (zbiór opowiadań Gotuj z papieżem, Fabryka Słów, czerwiec 2009)
- Miejsce, które jest (zbiór opowiadań Gotuj z papieżem, Fabryka Słów, czerwiec 2009)
- Związek idealny (zbiór opowiadań Gotuj z papieżem, Fabryka Słów, czerwiec 2009)
- Newegwasu'u (zbiór opowiadań Gotuj z papieżem, Fabryka Słów, czerwiec 2009)
- Grzechu warte (zbiór opowiadań Gotuj z papieżem, Fabryka Słów, czerwiec 2009)
- Smutni (zbiór opowiadań Gotuj z papieżem, Fabryka Słów, czerwiec 2009)
- Album (zbiór opowiadań Gotuj z papieżem, Fabryka Słów, czerwiec 2009)
- Teomarketing (oficjalna strona autora, 4 VII 2009)[53]
- Wszystkie nasze Madonny (oficjalna strona Autora, 7 VII 2009)[54]
- Operacja „Wniebowzięcie” (oficjalna strona autora, 11 VII 2009)[55]
- Najszklańsza z pułapek (Oficjalny Fanklub Lokiego, czerwiec 2010[56])
- Małpki z liści (antologia Smok urojony, Śląski Klub Fantastyki 2010)
- Nieba i życia jak monitory (informator konwentu Falkon, listopad 2010)
- Bajka o trybach i powrotach (antologia Księga wojny, Agencja Wydawnicza Runa 2011[57])
- Świadectwo (Live) (Nowa Fantastyka 4/2012[58])
- Writers INC (StephenKing.pl, 28 kwietnia 2012[59])
- Znalezione, nie kradzione (zbiór opowiadań Chłopcy, Sine Qua Non, październik 2012)
- Co było, a nie jest... (zbiór opowiadań Chłopcy, Sine Qua Non, październik 2012)
- To nie twoja baza! (zbiór opowiadań Chłopcy, Sine Qua Non, październik 2012)
- Pobite gary! (zbiór opowiadań Chłopcy, Sine Qua Non, październik 2012)
- Kukuryku! (zbiór opowiadań Chłopcy, Sine Qua Non, październik 2012)
- Będziesz to prać! (zbiór opowiadań Chłopcy, Sine Qua Non, październik 2012)
- Ostatni całus (zbiór opowiadań Chłopcy, Sine Qua Non, październik 2012)
- Dłużnicy (antologia Herosi, Powergraph 2012)
- Obroża (antologia Science fiction po polsku, Paperback 2012)
- Mój bohater a.k.a. Spellbound (ebook, Fabryka Słów, 12 marca 2013[60])
- Kto się przezywa... Chłopcy 2. Bangarang, Sine Qua Non, 2013)
- Koci Łapki („Chłopcy 2. Bangarang”, Sine Qua Non, 2013)
- Słuchaj uchem, a nie brzuchem (Chłopcy 2. Bangarang, Sine Qua Non, 2013)
- Twój stary (Chłopcy 2. Bangarang, Sine Qua Non, 2013)
- Boidupy (Chłopcy 2. Bangarang, Sine Qua Non, 2013)

### Przekłady
- Lhář – kniha první (przekład Robert Pilch, Triton, Praha 2011)
- Lhář – kniha druhá (przekład Robert Pilch, Triton, Praha 2011)
- Lhář – kniha třetí (przekład Robert Pilch, Triton, Praha 2013)
- Lhář – kniha čtvrtá (przekład Robert Pilch, Triton, Praha 2013)
- Grimm City Vlk (przekład Robert Pilch, Argo, Praha, 2020)

### Opowiadania dostępne online
- Opowiadanie Heroldowie Joe Blacka w internetowym magazynie „Esensja”
- Opowiadanie Szarość w internetowym magazynie „Esensja"
- Opowiadanie Krew Baranka w internetowym magazynie „Esensja"
- Opowiadanie Bajka o trybach i powrotach